# Cheilopogon xenopterus
Cheilopogon xenopterus е вид лъчеперка от семейство Летящи риби (Exocoetidae). Видът не е застрашен от изчезване.

## Разпространение и местообитание
Разпространен е в Гватемала, Еквадор, Колумбия, Коста Рика, Мексико, Никарагуа, Панама, Перу, Салвадор и Хондурас.
Обитава крайбрежията на морета и заливи в райони с тропически и субтропичен климат.